# Alcobaça-kolostor
Az egykori Alcobaçai Szent Mária ciszterci kolostor (portugálul:  Mosteiro de Santa Maria de Alcobaça) Portugália egyik legnagyobb kolostoregyüttese, és mindmáig legnagyobb temploma, 1989 óta a világörökség része. 

## Története
A kolostor az azonos nevű városban, Alcobaçában található, Lisszabontól 100 km-re. Évszázadok óta a saját felségterülettel rendelkező kolostor Portugália egyházi központja. Alcobaça apátja mindig a portugál királyok legbefolyásosabb tanácsadói közé tartozott.
A kolostort 1153-ban az első portugál király, I. Alfonz alapította. A hagyomány szerint I. Alfonz megfogadta, hogy amennyiben a mórok ellen folytatott háborúja (reconquista) eredményes lesz, és sikeresen elfoglalja Santarém várát, kolostort épít a szűzanya tiszteletére. Santarém várát 1147-ben sikerült elfoglalni, ezután fogadalmát betartva 1153-ban Alcobaçát és annak környékét a Ciszterci rend apátjának, Clairvaux-i Szent Bernátnak ajándékozta. A történetet a kolostor királytermében a 18. században kék csempéből (azulejo) kirakott faliképek mesélik el. A kolostor építését a ciszterciek az alapítás után 25 évvel, 1178-ban kezdték el. Az évszázadokon át folyó építkezéssel a Ciszterci rend leghatalmasabb kolostoregyüttesét hozták létre. A kolostort a rend 1833-ban hagyta el. Jelenleg Portugália egyik leglátogatottabb műemlékegyüttese, évi 250 000 látogatóval.

Alcobaça-kolostor - Mosteiro de Santa Maria de Alcobaça
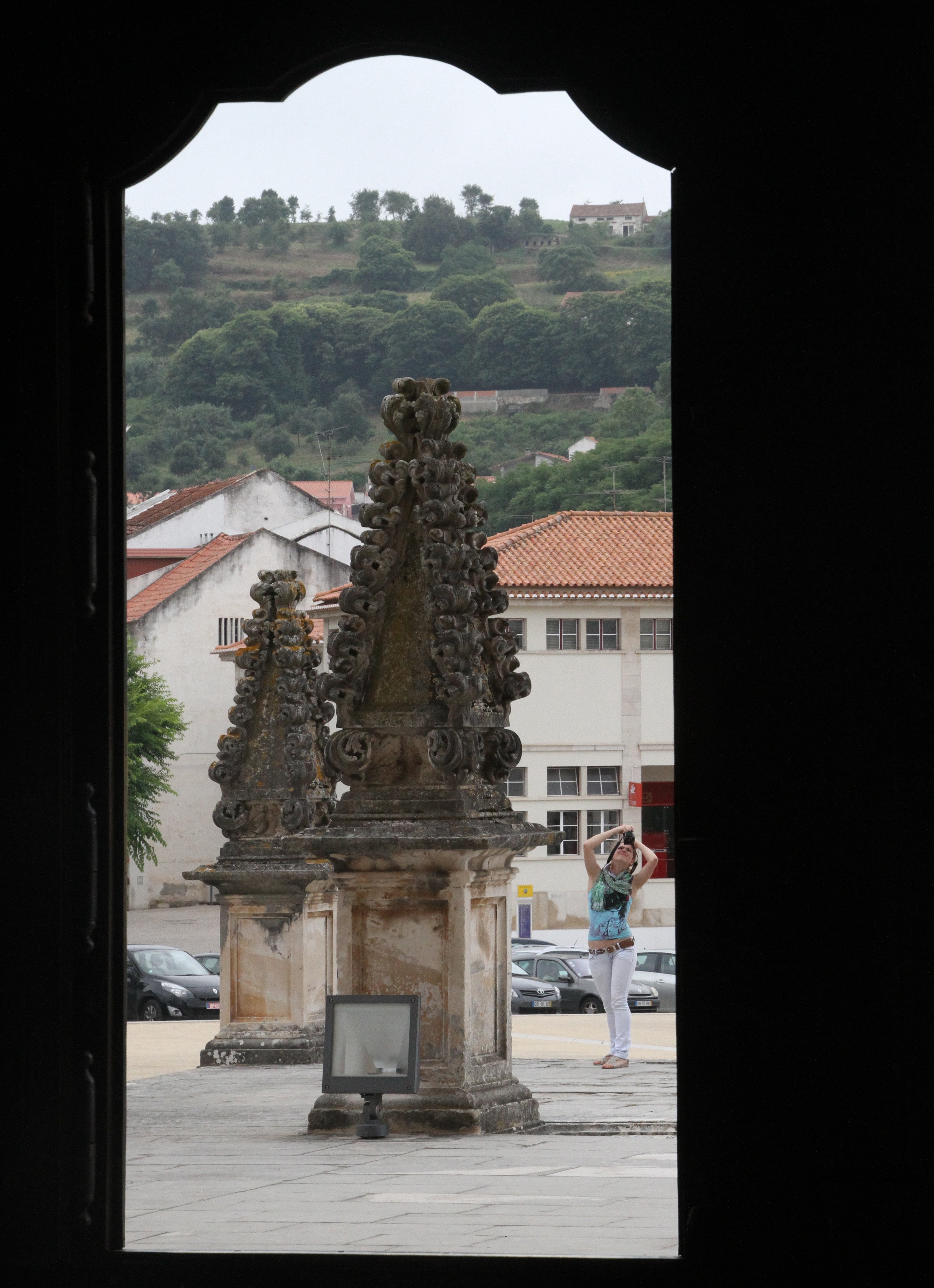
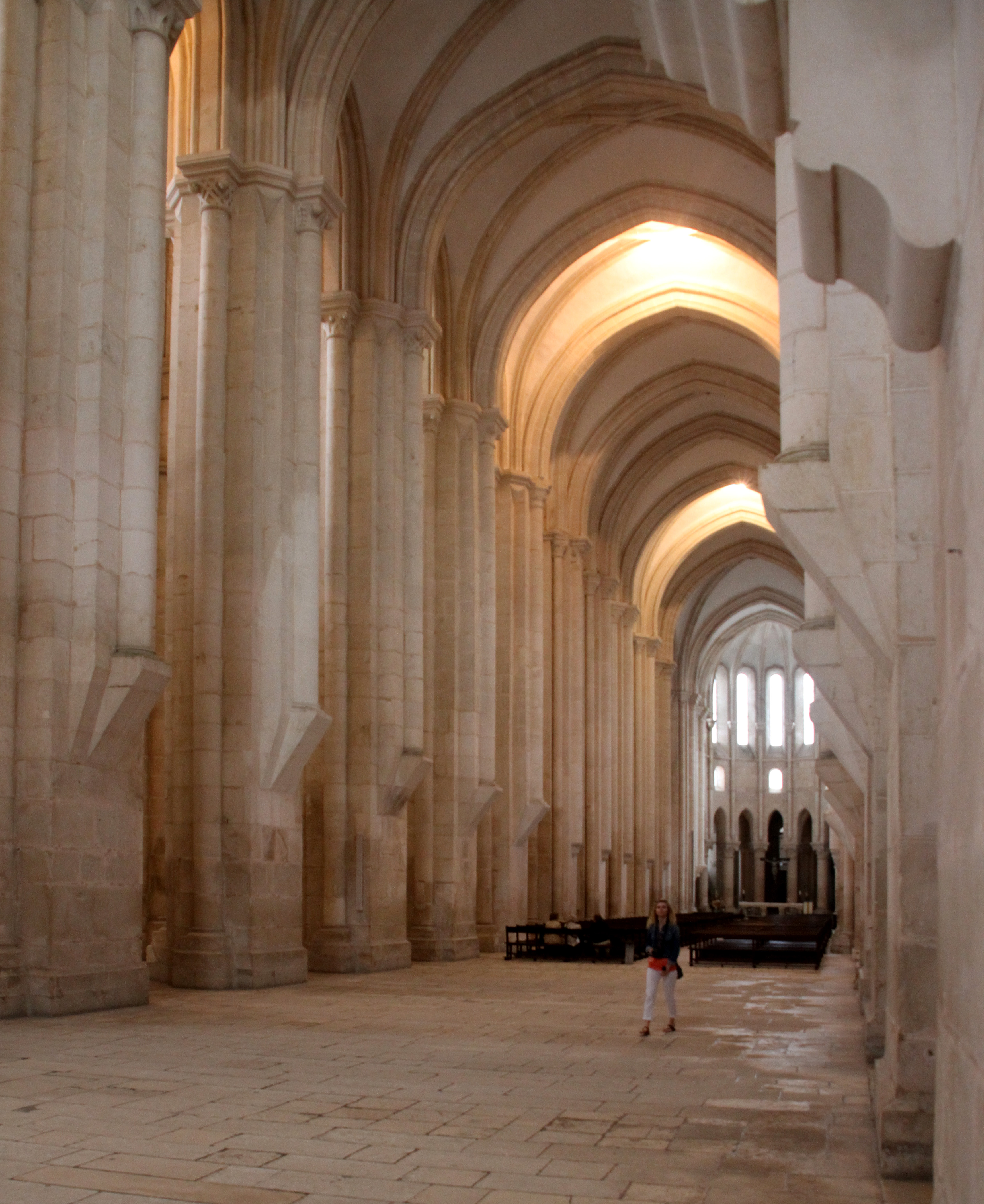
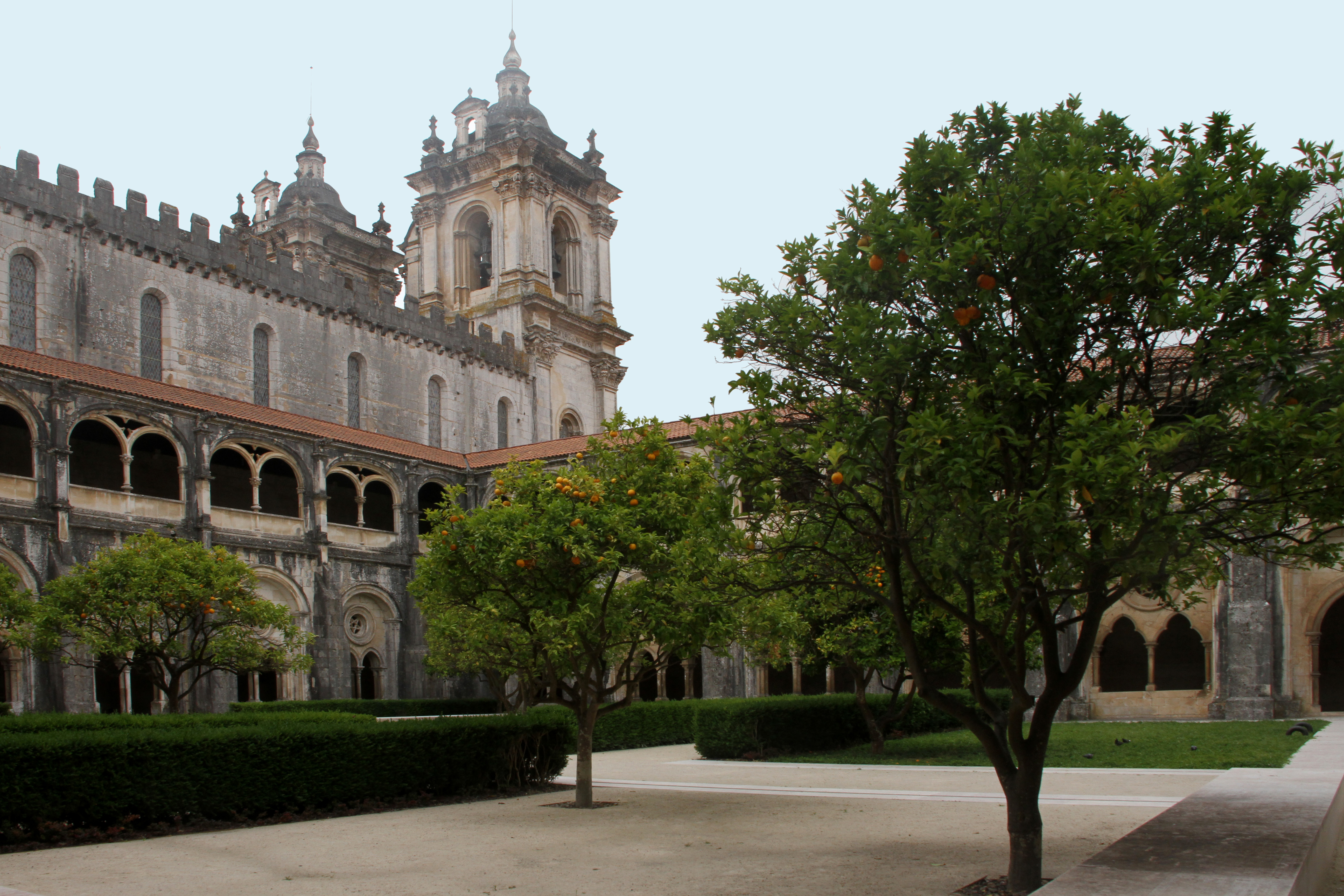
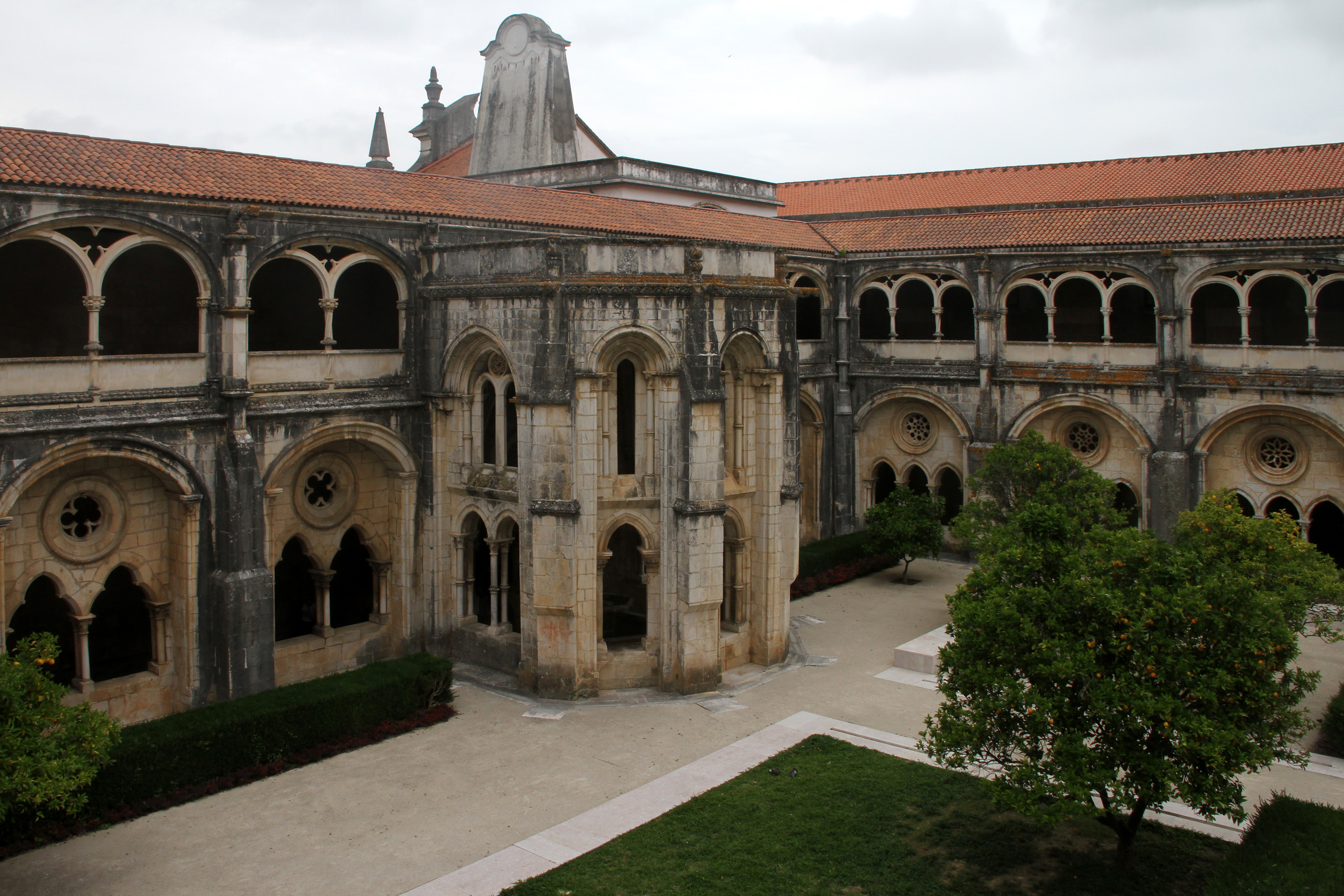
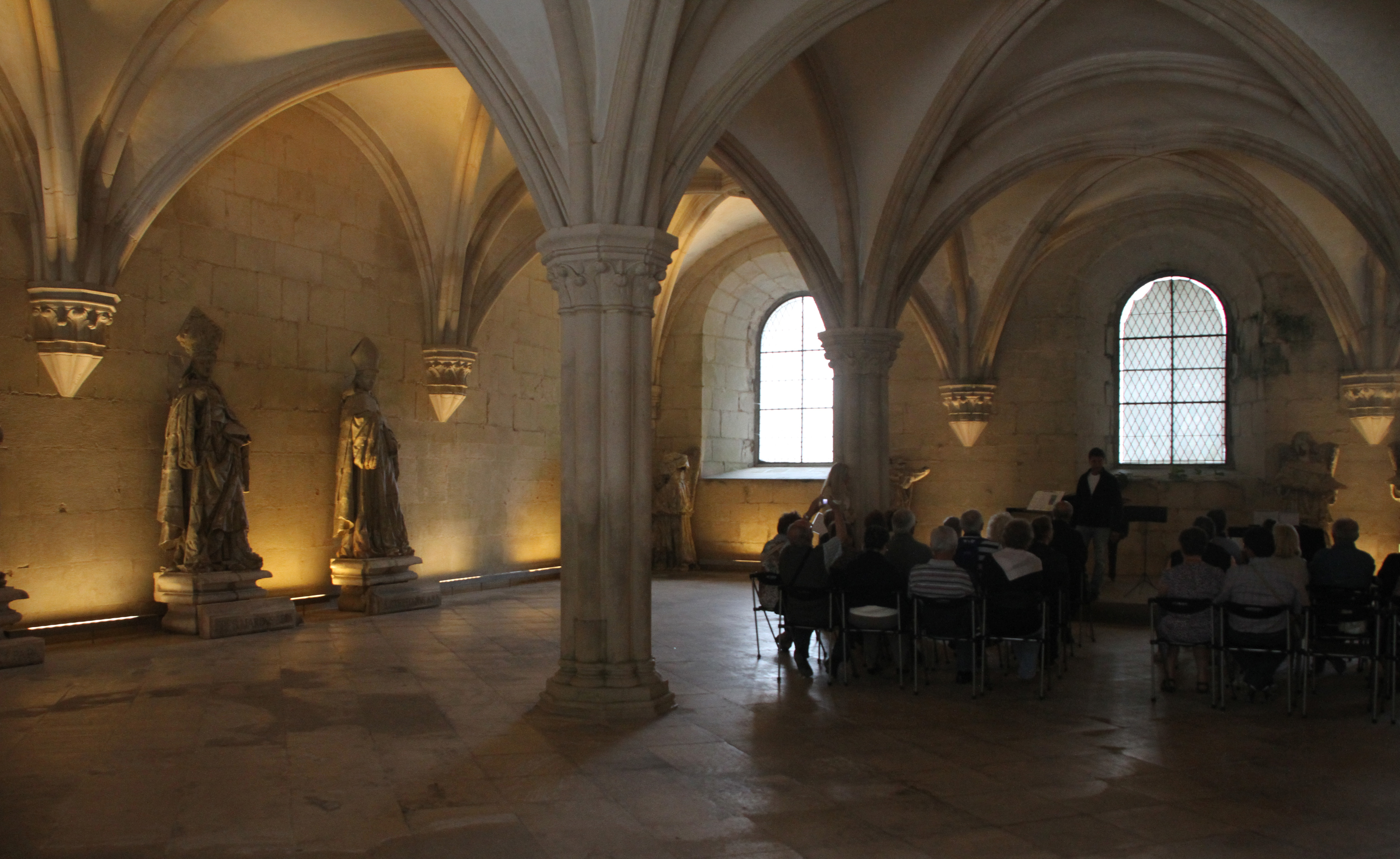
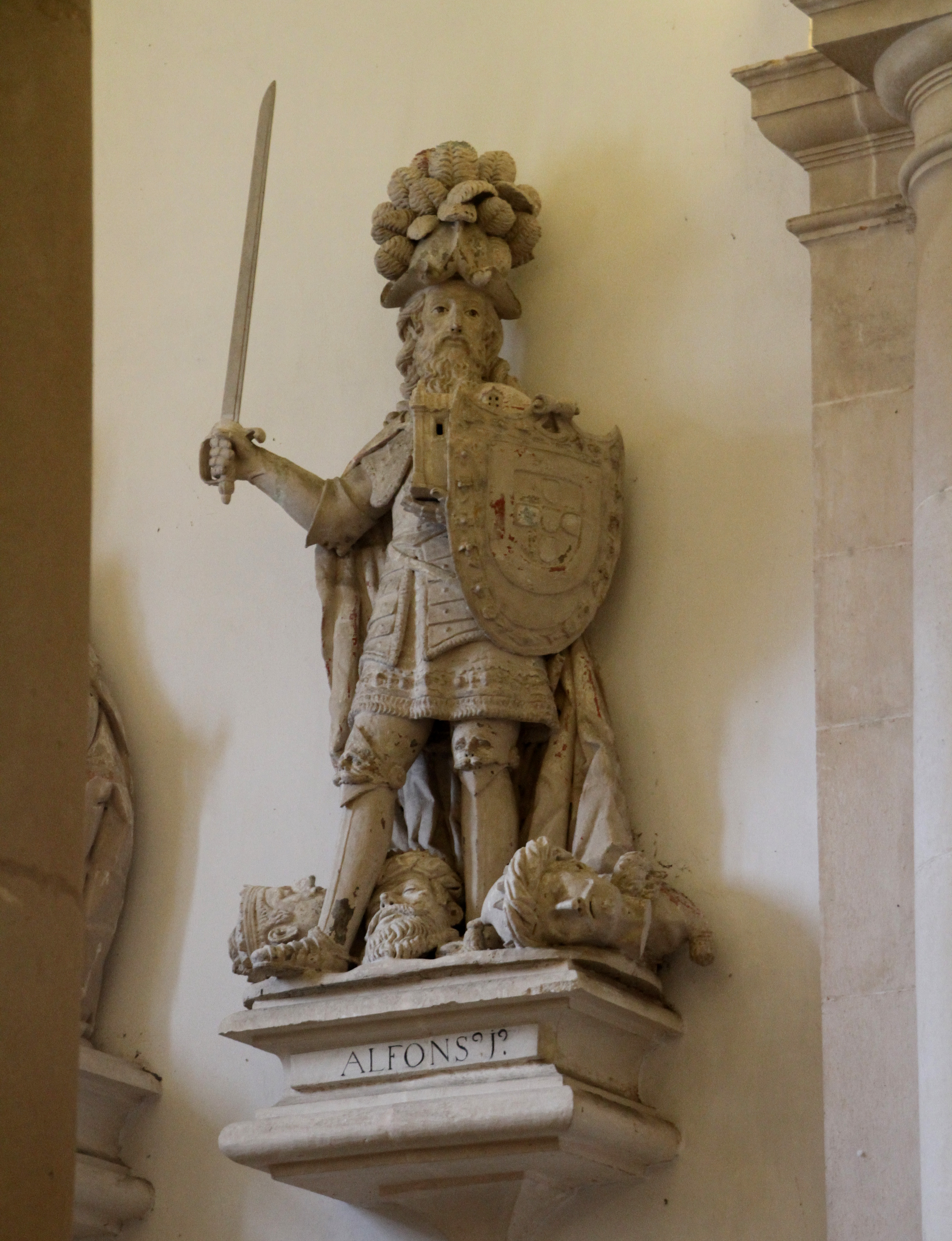
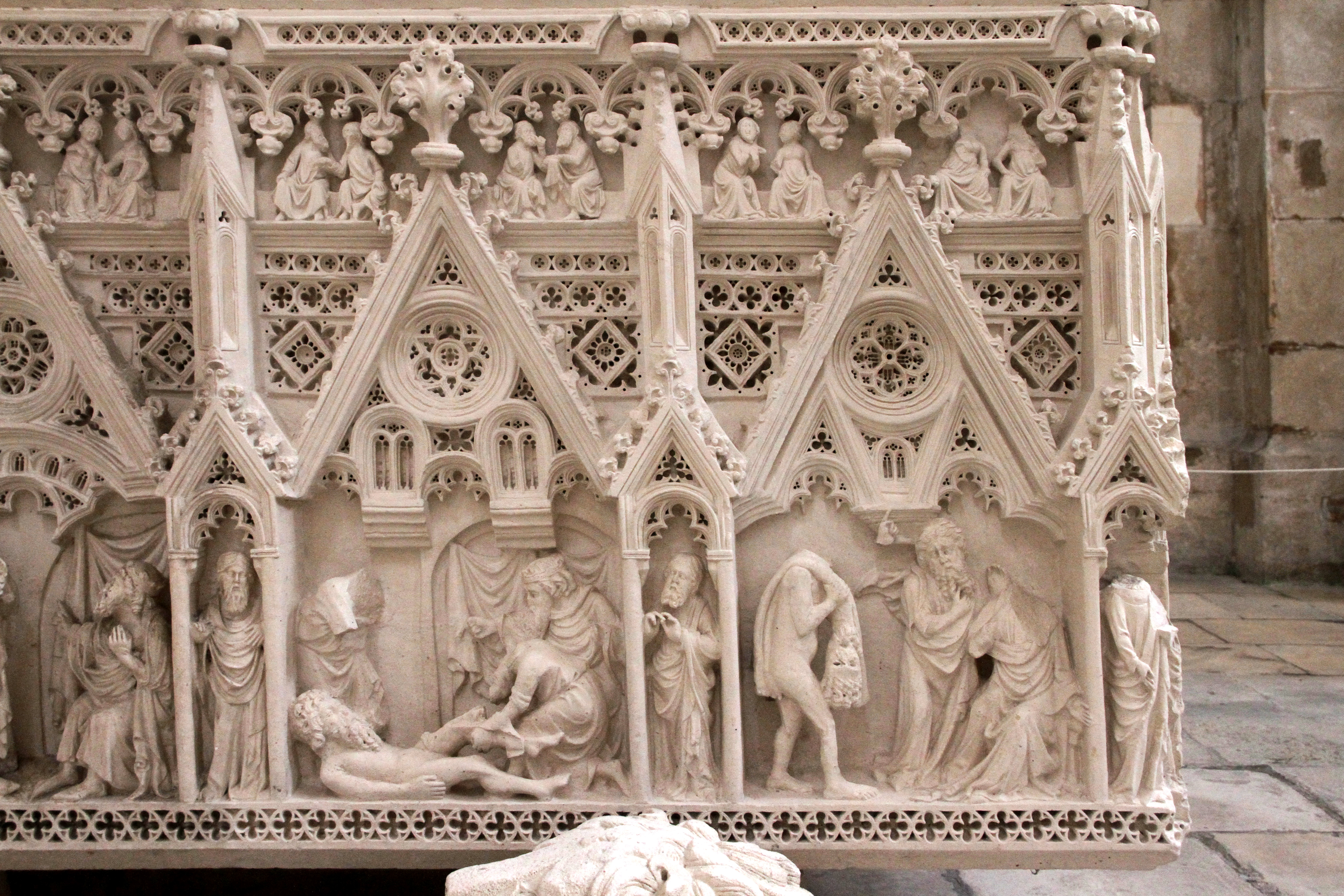
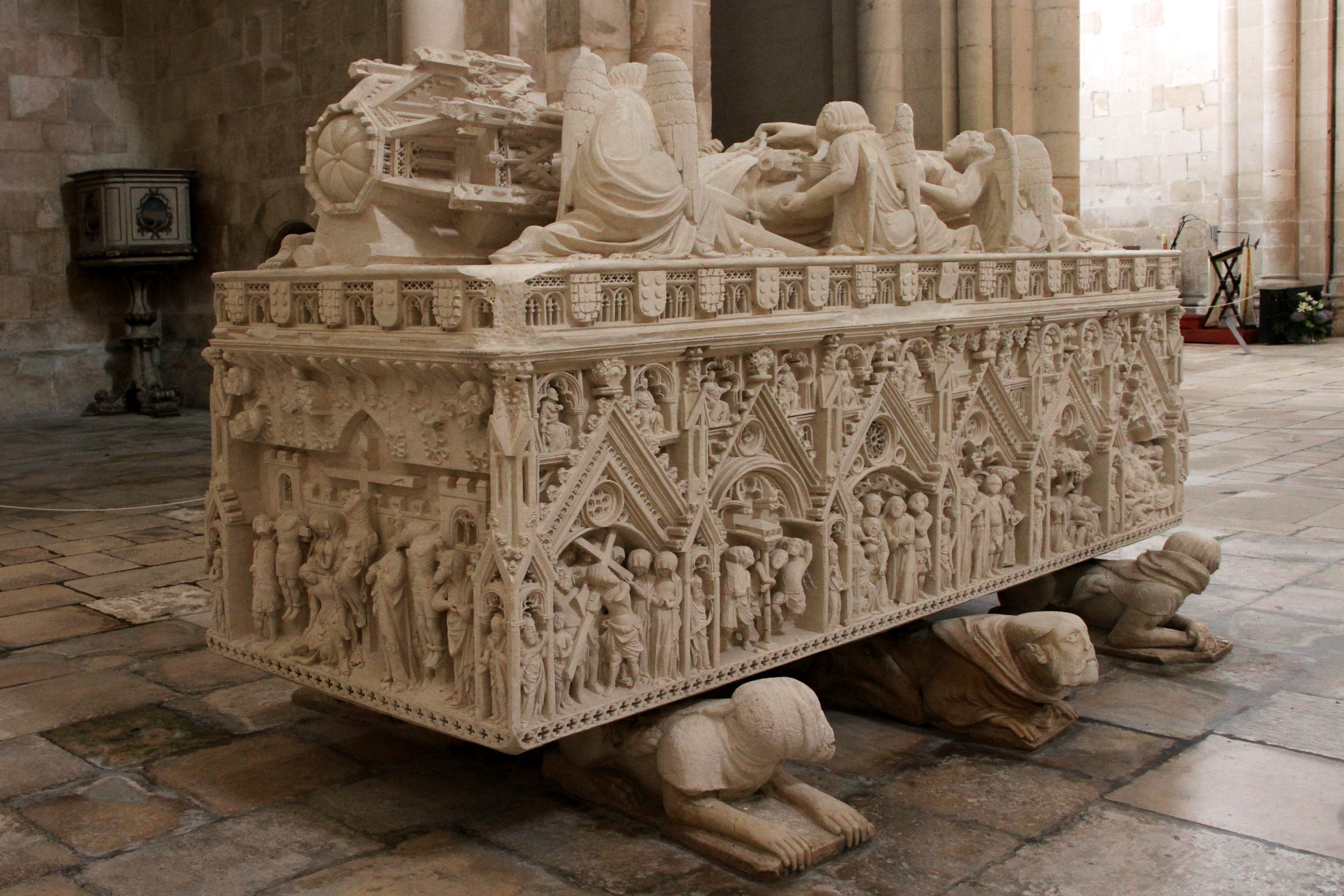